# Майк Міллз
Майкл Едвард "Майк" Міллз (англ. Michael Edward "Mike" Mills) — американський музикант, мультиінструменталіст та композитор, більш відомий як один із засновників рок-гурту R.E.M.. Хоча Майк насамперед відомий як бас-гітарист, бек-вокаліст і піаніст, його музичний репертуар також включає в себе: клавішні, гітару та ударні інструменти.

## Життєпис
Міллз народився в окрузі Оріндж, Каліфорнія. Будучи ще в юному віці, разом з родиною він переїхав до Мейкон, штат Джорджія, де навчався в Північно-східній середній школі на початку 1970-х. Батько Міллза — Френк був співаком, якось він навіть виступав на Шоу Еда Саллівана, а його мати - Едора була вчителем гри на фортепіано, вона допомогла хлопчикові розвинути любов до музики в ранньому віці. Майк познайомився і сформував свою першу групу зі своїм другом — барабанщиком Біллом Беррі в середній школі . Вони зустріли Пітера Бака і Майкла Стайпа, під час навчання в Університеті Джорджії. 